# Міський парк (Багачеве)
Міський парк — парк-пам'ятка садово-паркового мистецтва місцевого значення. Об'єкт розташований на території Звенигородського району Черкаської області, місто Багачеве.
Площа — 31,88 га, статус отриманий у 1972 році.

## Історія
Закладали парк перші будівничі шахтарського міста. Після роботи, у вихідні дні вони розбивали алеї, газони і квітники, садили дерева і декоративні кущі. Серед ентузіастів були М. Г. Богомолкін, А. М. Бурлка, А. Д. Байда, А. З. Глоба, Г. П. Жулинський, К. О. Каплуненко, А. П. Мірошничеко, Д. П. Стягун, К. В. Светлаков та багато інших. 
Спочатку в парку висаджували тополі, клени, ясени, білу акацію. Згодом парк поповнився цінними породами дерев: дубом, березою, каштаном, липою, горобиною, кленами канадським, гостролистим.

## Загальні відомості
Міський парк — місце масового відпочинку й культурних заходів населення, резерват цінних порід дерев і кущів, трав'янистих рослин. Особливістю парку є вільне розміщення насаджень на значній території. На великих газонах висаджені групи декоративних дерев; невеликі, але яскраві квітники міняють кольоровий спектр протягом сезону, монументальність гідротехнічної споруди (штучне водосховище на річці Шполці) поєднується з широкими алеями і «зеленими театрами», які одночасно вміщують значну кількість людей. Парк відрізняється вільним поєднанням просторових композицій, розкутістю, гармонійним злиттям насаджень і будівель у єдиний архітектурний комплекс. Є тут широкі алеї, місця масових гулянь, естрада, спортивні та розважальні майданчики.
Розміщення рослин у парку не випадкове, а обумовлене запланованою композицією. Поодинокі кущі або дерева, висаджені серед газонів чи ізольовано від інших подібних рослин, називаються солітерами. У цій ролі виступають особливо цінні екзотичні рослини або декоративні кущі: пірамідальні тополі, ялини, квітучі спіреї (таволги) Вангутта, жимолості татарської, пробкового дерева, модрини, катальпи бігнонієподібної, яловцю. Основне призначення солітерів — визначити центр експозиції, підкреслити архітектурну значимість відповідної ділянки парку.
В парку є ряд екзотичних рослин: туя західна, катальпа, дуб червоний.
На території парку забороняється:
- знищення або пошкодження дерев і чагарників;
- знищення або пошкодження газонів і квітів;
- розведення багаття;
- сінокосіння;
- розміщення садів і городів;
- розміщення торговельних рундаків, тентів, рекламних щитів тощо;
- копання траншей, каналів, ям тощо;
- влаштування загат на водоймах;
- засипання водойм;
- проїзд та заїзд транспорту.

## Галерея

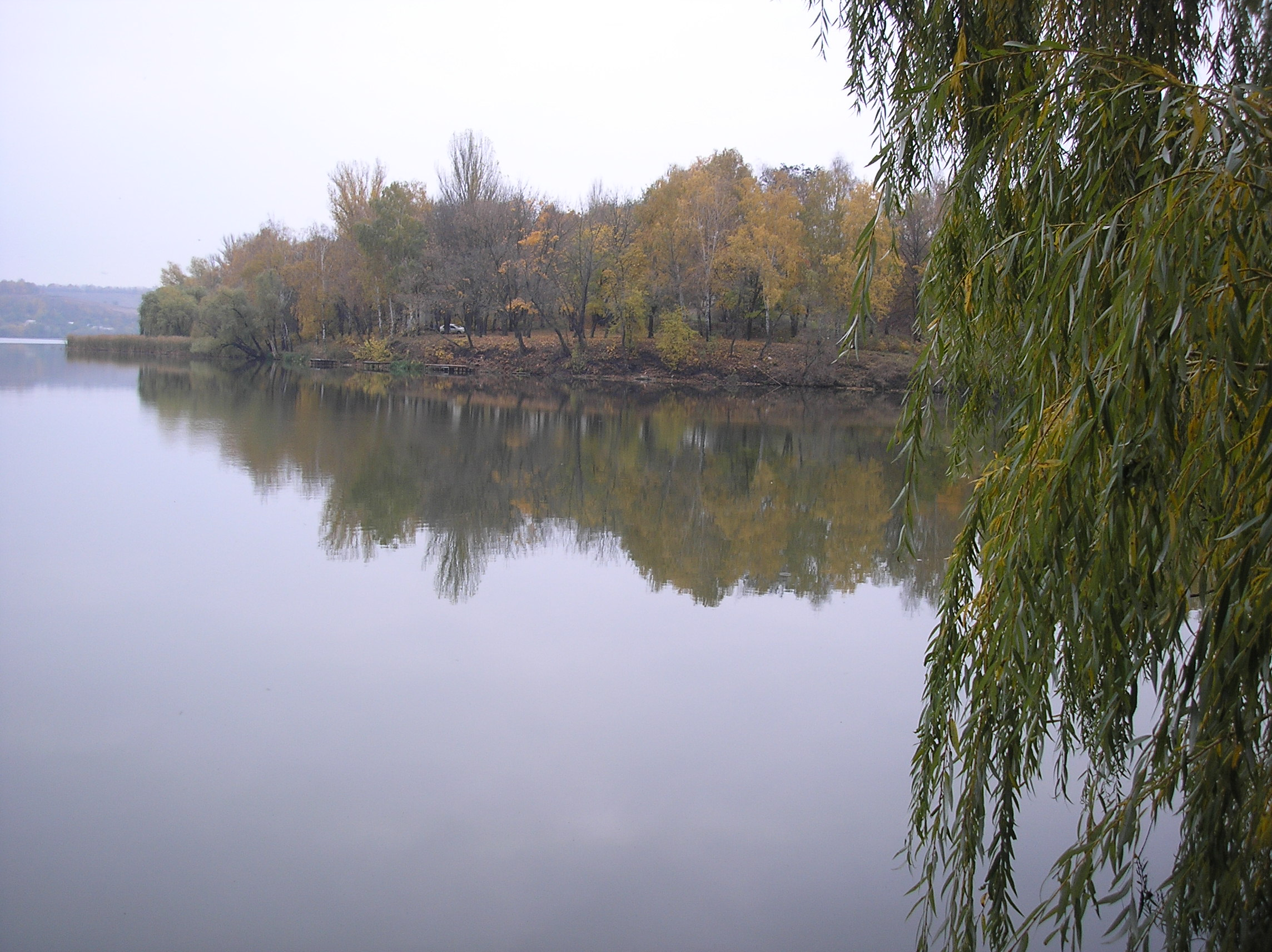
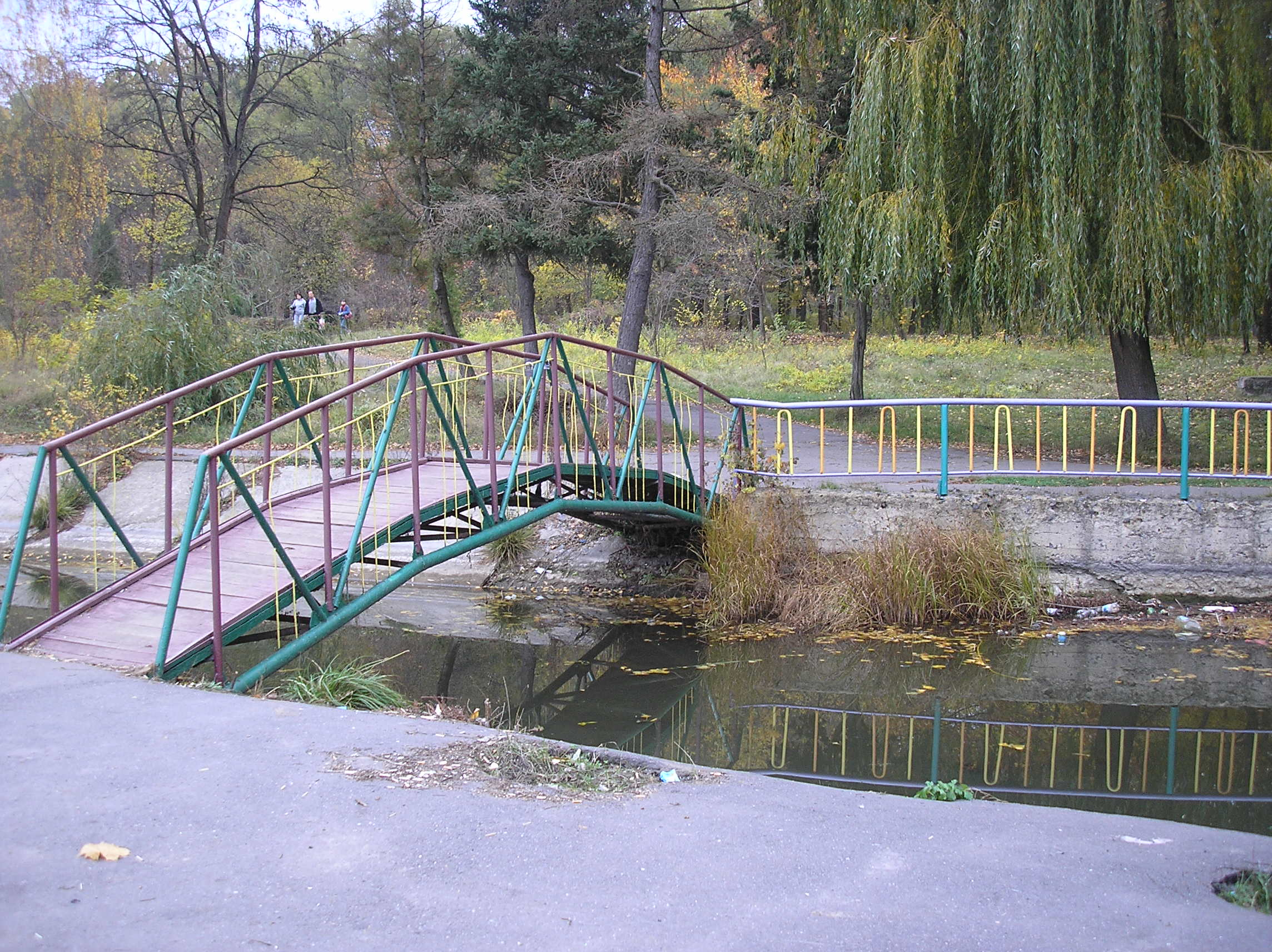
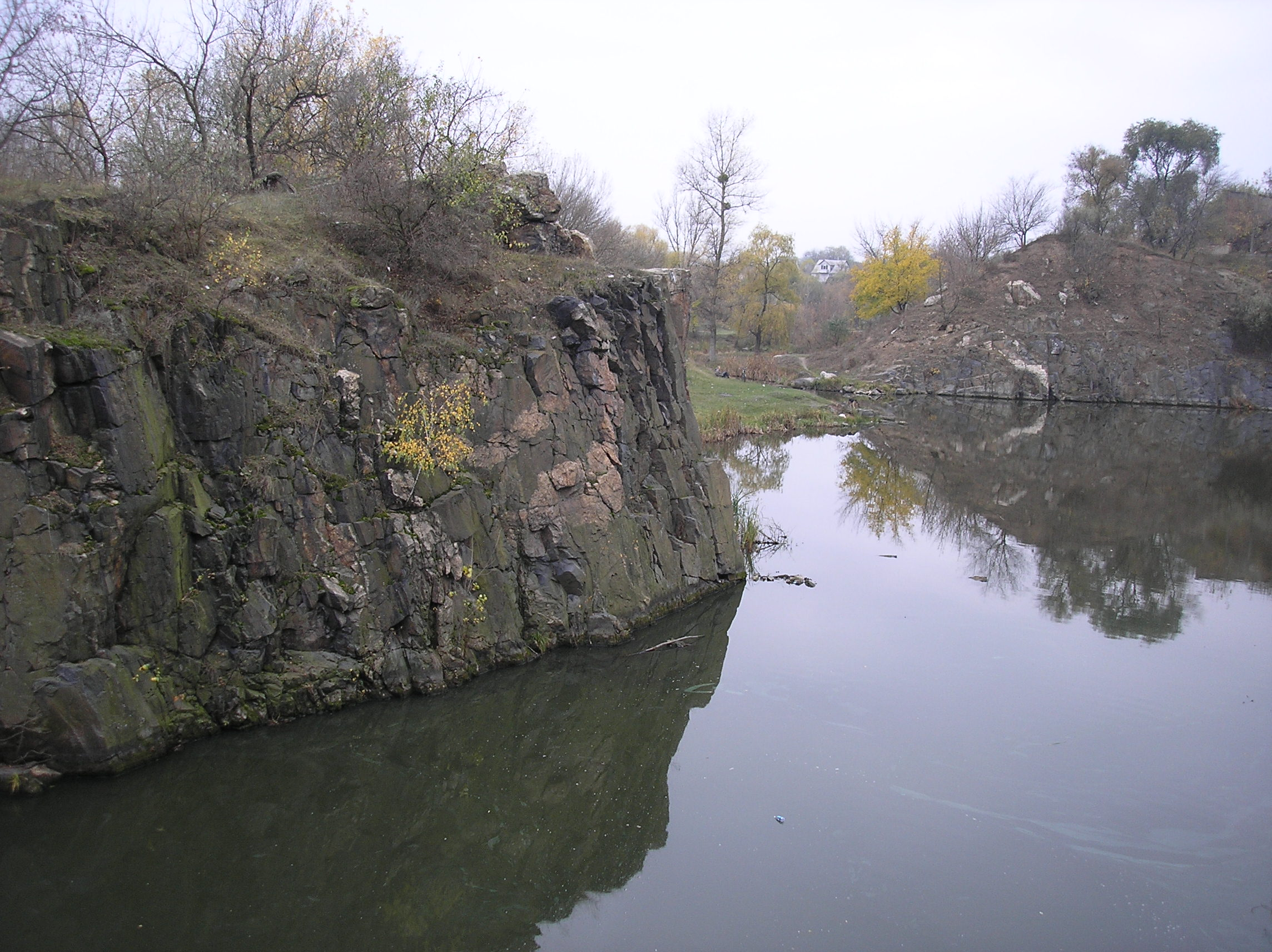
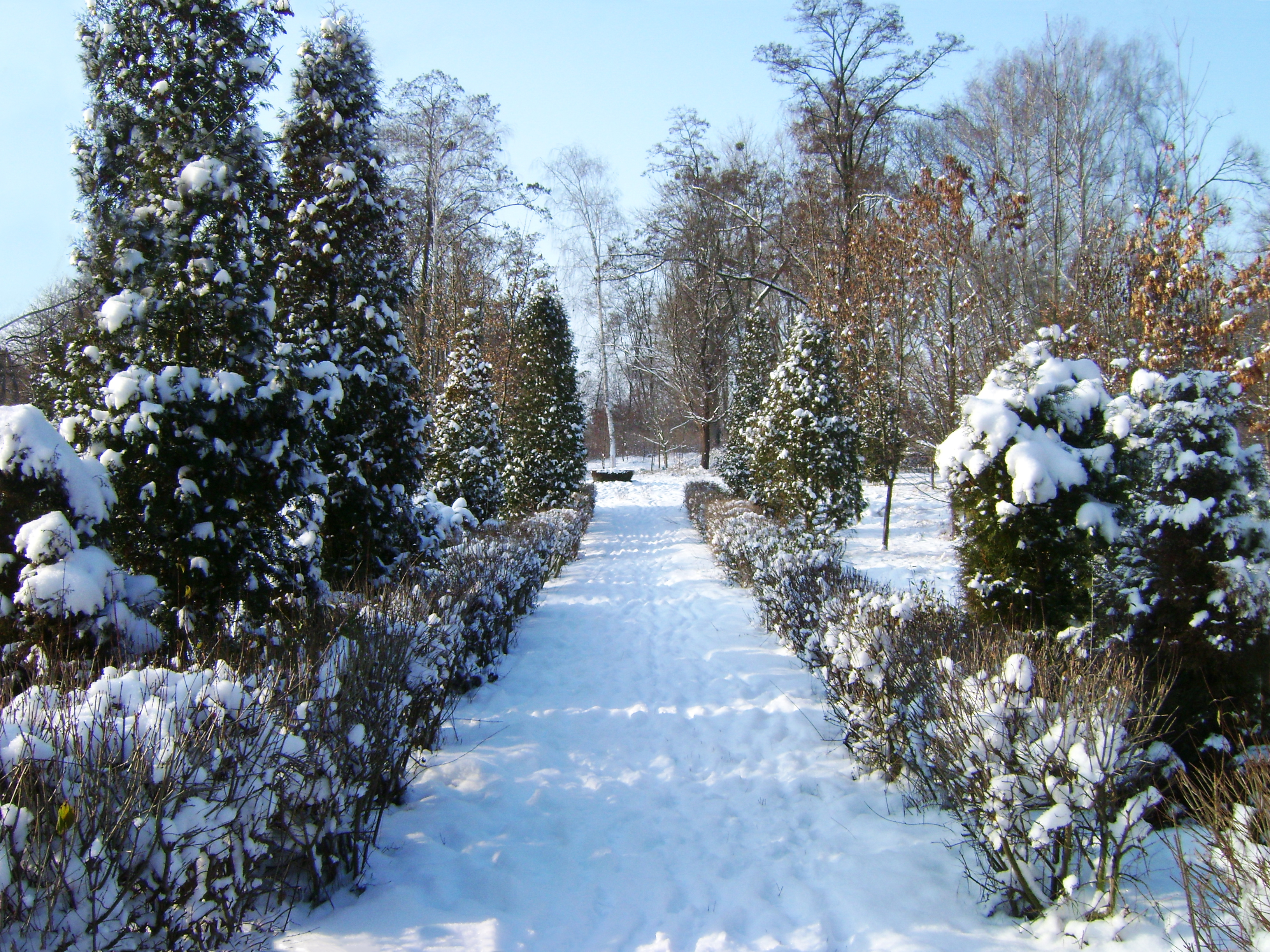